# Ascii.Disko
Ascii.Disko, de son vrai nom Daniel Holc (né le 1975 à Hambourg), est un producteur et disc jockey allemand de musique électronique.

## Biographie
Lors d'un entretien avec Faze Mag, Ascii.Disko indique que la décennie 1990 était « incroyable » pour lui : « de presque seul metalleux au lycée, je suis devenu graphiste et DJ electro à Hambourg. Je pourrais écrire un livre entier sur cette période ». Le premier EP d'Ascii.Disko, Immer / Strassen, sous le nom de projet Ascii.Disko, sort en 2002 sur le label hambourgeois L'Âge d'or. Le morceau Strassen, en particulier, est devenu un hit en club et fait connaître le projet. Son premier album sort un an plus tard, également chez L'Âge d'or. En 2011, son quatrième album Black Orchid : From Airlines to Lifelines, qui combine des beats downtempo avec des sonorités synthpop, sort. En 2010 sort l'album Stay Gold, Forever Gold.
Originaire de Hambourg, Holc a vécu quelques années à Madrid, en Espagne, avant de s'installer à Majorque en 2010, où il vit avec sa femme Ana Laura Alaez, artiste et chanteuse du groupe espagnol Girls on Film. 

## Discographie

### Albums studio
- 2003 : Ascii.Disko (L'Âge d'or)
- 2006 : Alias (Ladomat 2000)
- 2010 : Stay Gold Forever Gold (Artoffact Records)
- 2011 : Black Orchid: From Airlines to Lifelines (Artoffact Records)

### Singles et EP
- 2002 : Immer / Strassen (L'Âge d'or)
- 2002 : Einfach EP (L'Âge d'or)
- 2003 : Einfach (Remixed) (L'Âge d'or)
- 2003 : Ascii.Disko EP (L'Âge d'or)
- 2003 : Chaos Space Marines (split-EP avec Dr. Shingo, Art of Perception)
- 2003 : Ne Travaillez Jamais / Jack Your Body to the Beat (L'Âge d'or)
- 2005 : Black Metal (Ascii Disko)
- 2005 : Bliss EP (L'Âge d'or)
- 2005 : Banana Man (avec Maral Salmassi, Television Records)
- 2006 : The Tokyo Sessions (Triage Industries)
- 2007 : Hey (Moonbootique Recordings)
- 2007 : Mdma (Pale Music)
- 2007 : Total Destruction Is the Only Solution (OD Records)
- 2007 : Closer (Dance Electric)
- 2008 : A Bureaucratic Desire for Revenge (Biatch Corp Recordings)
- 2008 : Drifting / Phoenix (split-EP avec Coded, Body Function)
- 2008 : ...Until the Light Takes Us (Body Function)
- 2010 : Voices of the Dead (Space Factory)